# John Whitaker

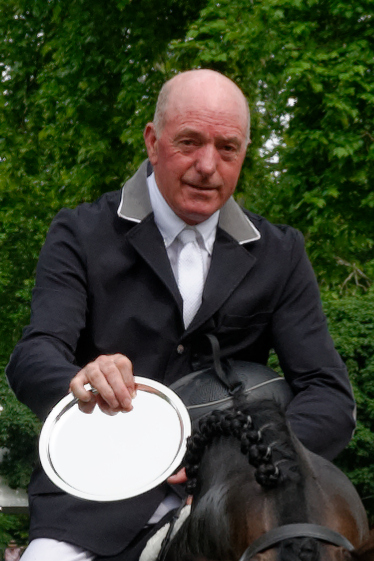
Wiesbaden 2014

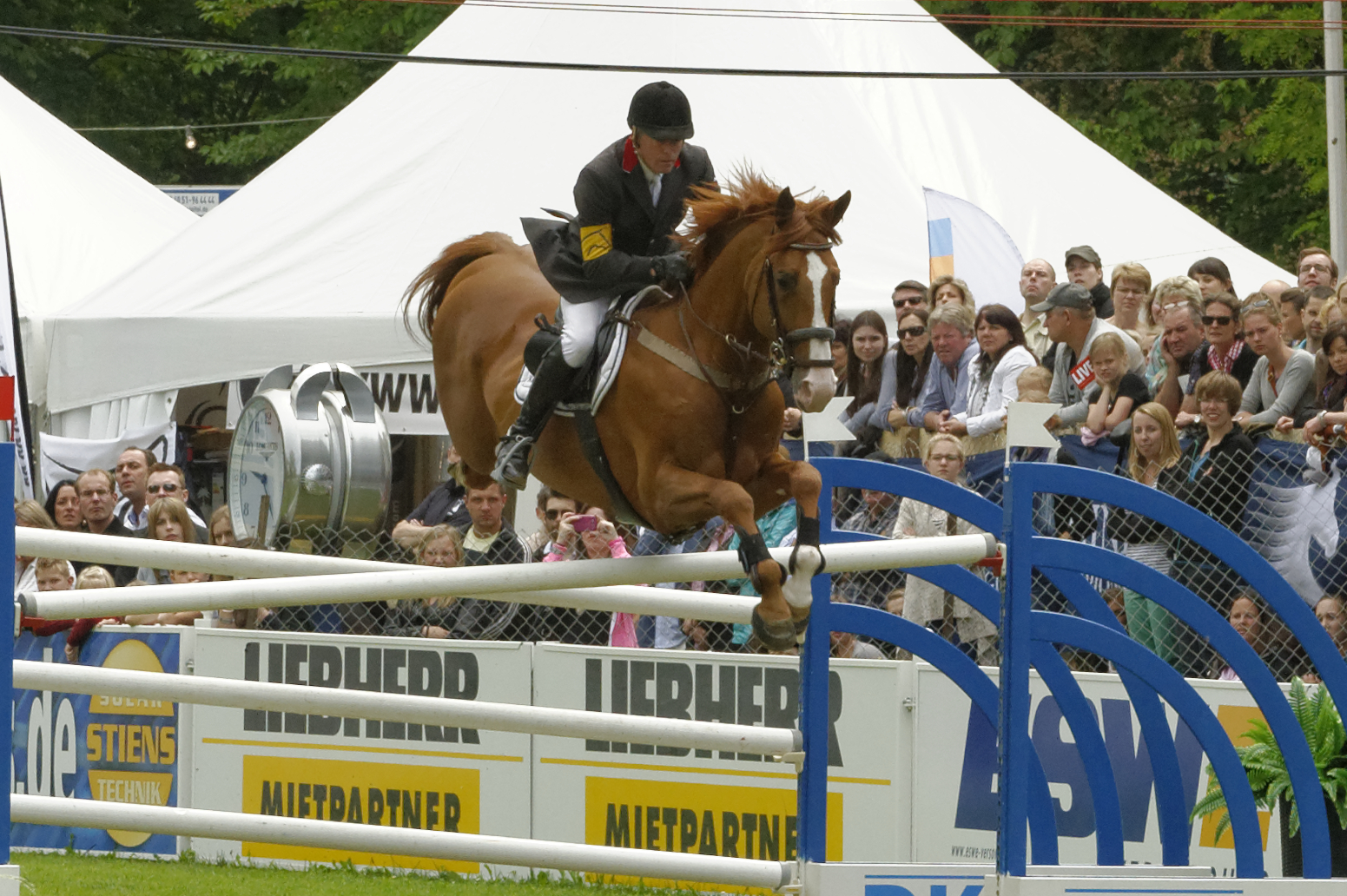
John Whitaker met Maximilian op het Internationalen PfingstTurnier Wiesbaden 2013

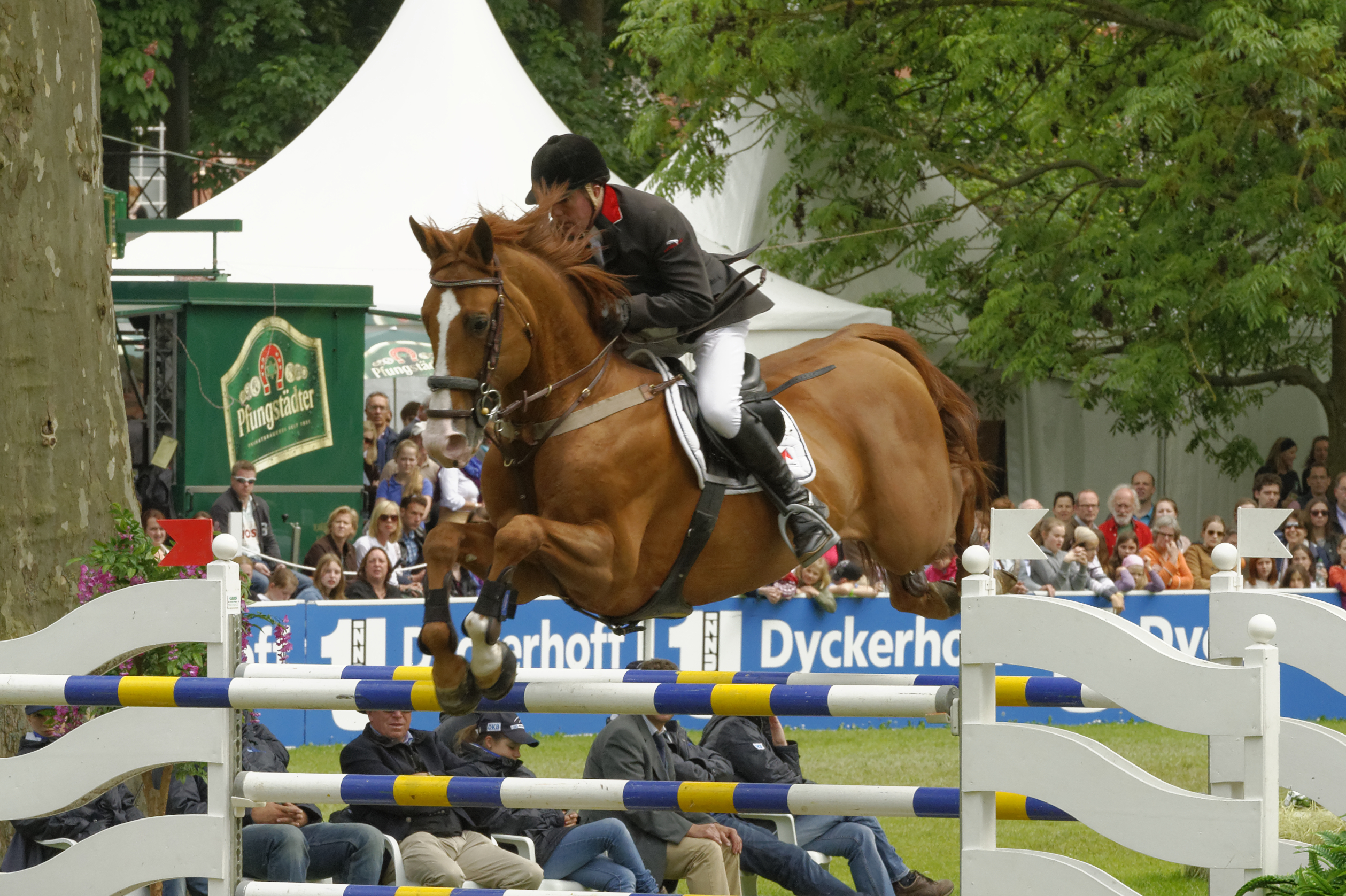
John Whitaker met Maximilian op het Internationalen PfingstTurnier Wiesbaden 2013

John Whitaker (Huddersfield, 5 augustus 1955) is een Brits springruiter. Hij is de oudere broer van springruiter Michael Whitaker.

## Carrière
Whitaker begon zijn carrière in 1976 als winnaar van het Brits kampioenschap met Ryan's Son.
Zijn grootste successen behaalde hij eind jaren tachtig tot begin jaren negentig met zijn schimmel Milton. In 1987 werd hij met dit paard Europees kampioen en in 1990 en 1991 won hij met Milton de Wereld Cup.
In 1984 wonnen Whitaker en zijn broer Michael in teamverband zilver bij de Olympische Spelen.
In 1991 werd John Whitaker geridderd in de Orde van het Britse Rijk. John Whitaker is getrouwd met Clare Barr. Haar vader was eigenaar van het paard Ryan's Son.
Op 45-jarige leeftijd kreeg hij een hersenbloeding waar hij volledig van herstelde en na 2 maanden terug in het zadel zat.

## Palmares (selectie)

### Olympische Spelen
- Olympische Zomerspelen 1984 in Los Angeles: Zilveren teammedaille met Ryan's Son

### Wereldkampioenschappen
- 1982 in Dublin: Bronzen medaille in teamverband, met Ryan's Son
- 1986 in Aken: Zilveren medaille in teamverband, met Hopscotch
- Wereldruiterspelen 1990 in Stockholm: Bronzen medaille in teamverband en de zilveren medaille individueel met Milton
- Wereldruiterspelen 1998 in Rome: Bronzen medaille in teamverband met Heyman

### Europese kampioenschappen
- 1983 in Hickstead: Zilveren medaille in teamverband en de zilveren medaille individueel met Ryan's Son
- 1985 in Dinard: Gouden medaille in teamverband en de bronzen medaille individueel met Hopscotch
- 1987 in Sankt Gallen: Gouden medaille in teamverband en de gouden medaille individueel met Milton
- 1989 in Rotterdam: Gouden medaille in teamverband
- 1991 in La Baule: Zilveren medaille in teamverband
- 1993 in Gijón: Zilveren medaille in teamverband
- 1995 in Sankt Gallen: Zilveren medaille in teamverband
- 1997 in Mannheim: Bronzen medaille in teamverband

### Overig
- 1985 Grote Prijs van Jumping Amsterdam met Hopscotch
- tweemaal winnaar van de Wereld Cup (1990 en 1991), beide jaren met Milton
- eenmaal winnaar van de Grote Prijs van Aken (1997) met Welham

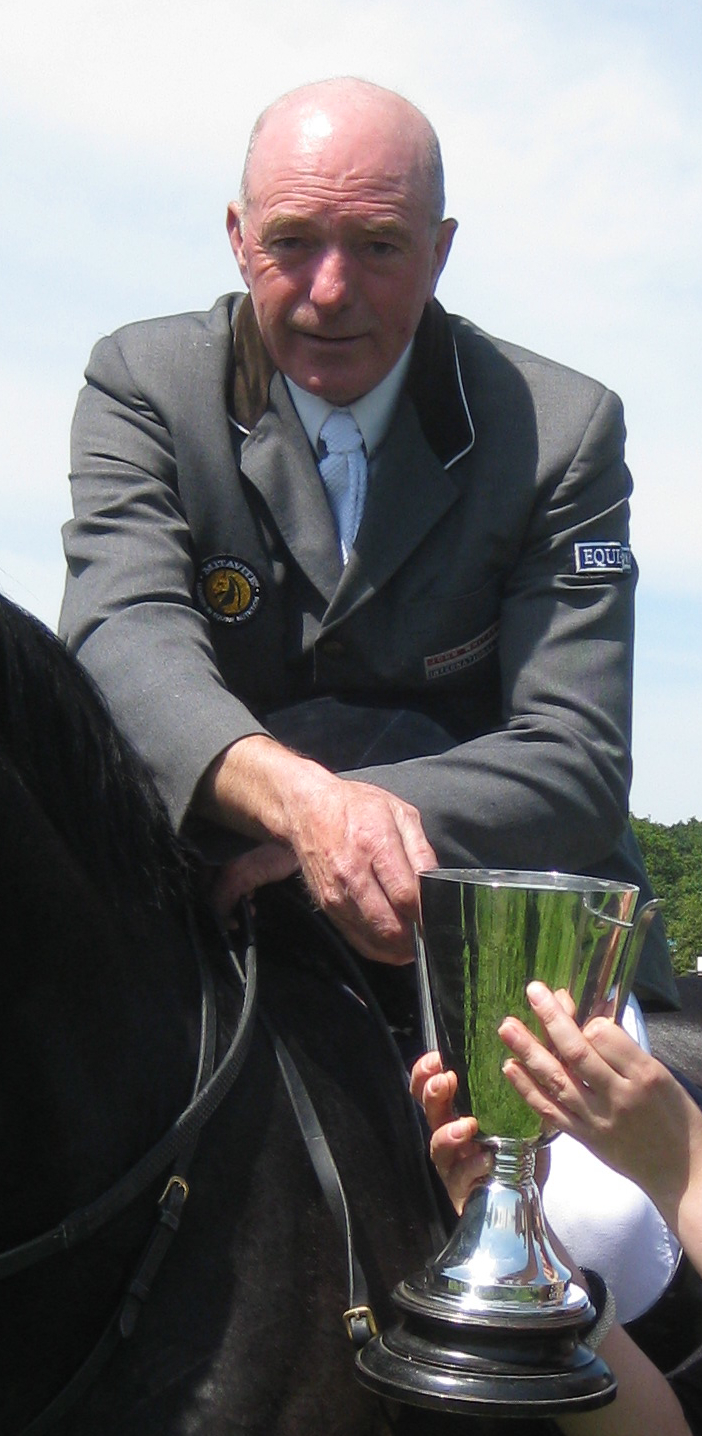
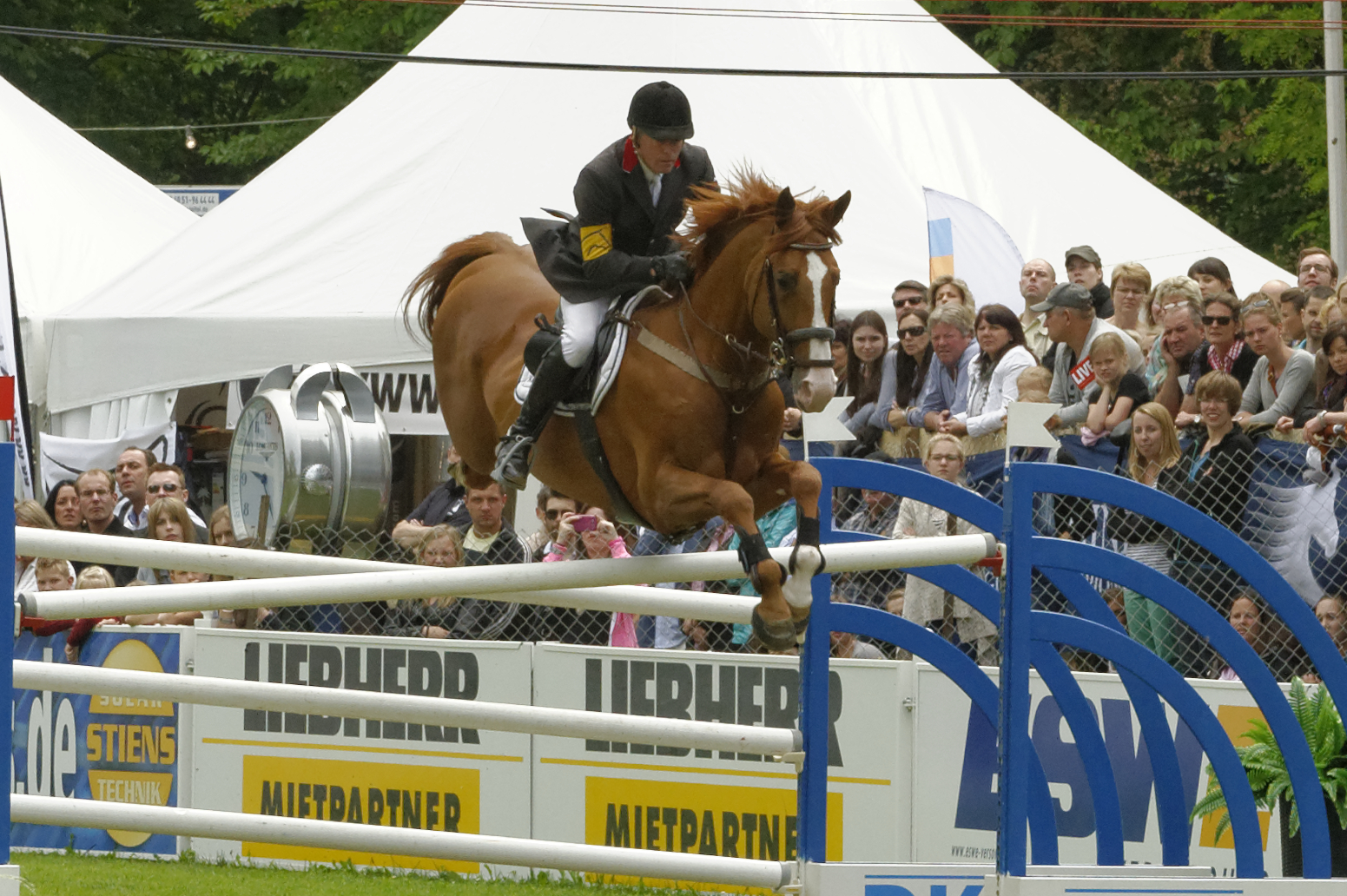
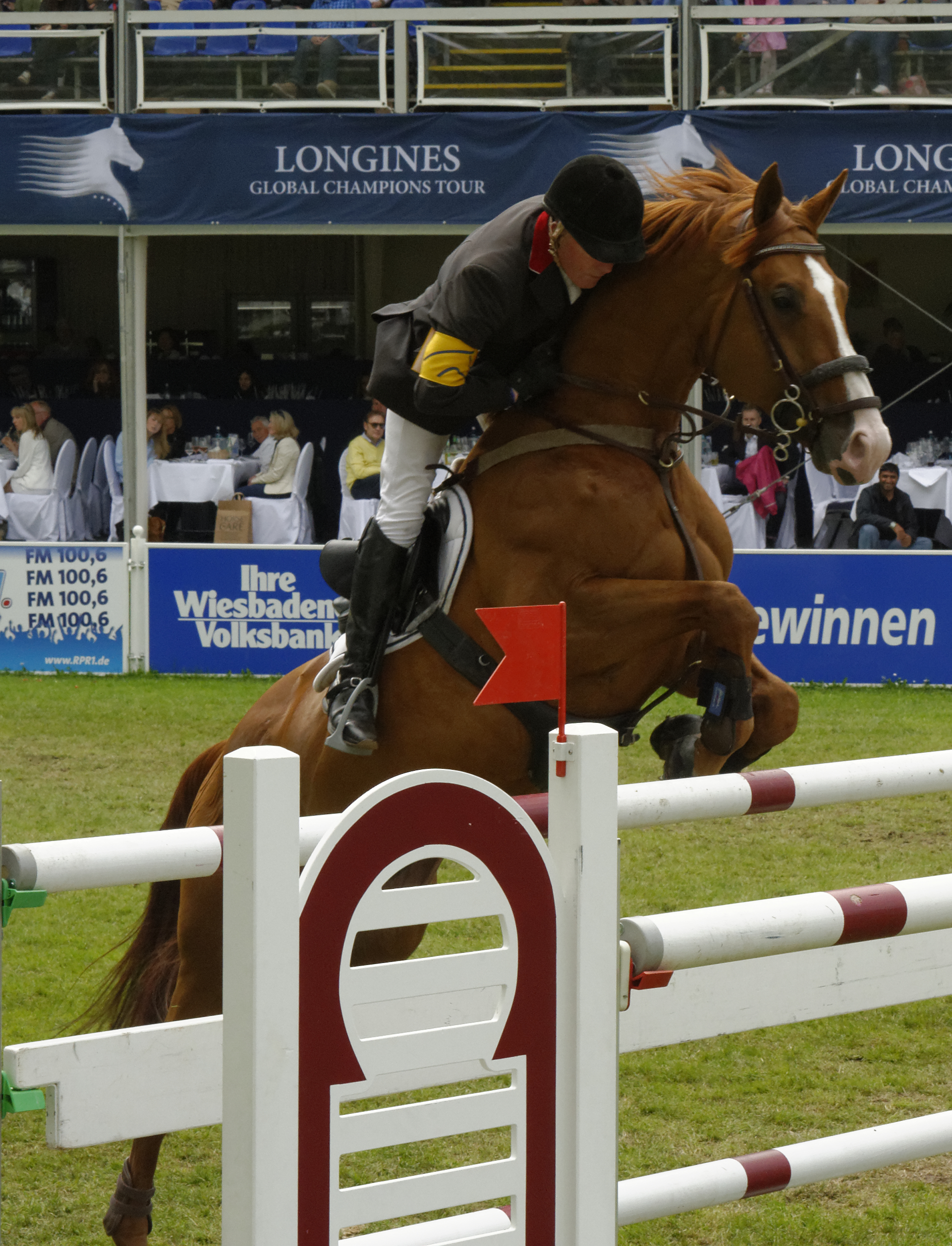
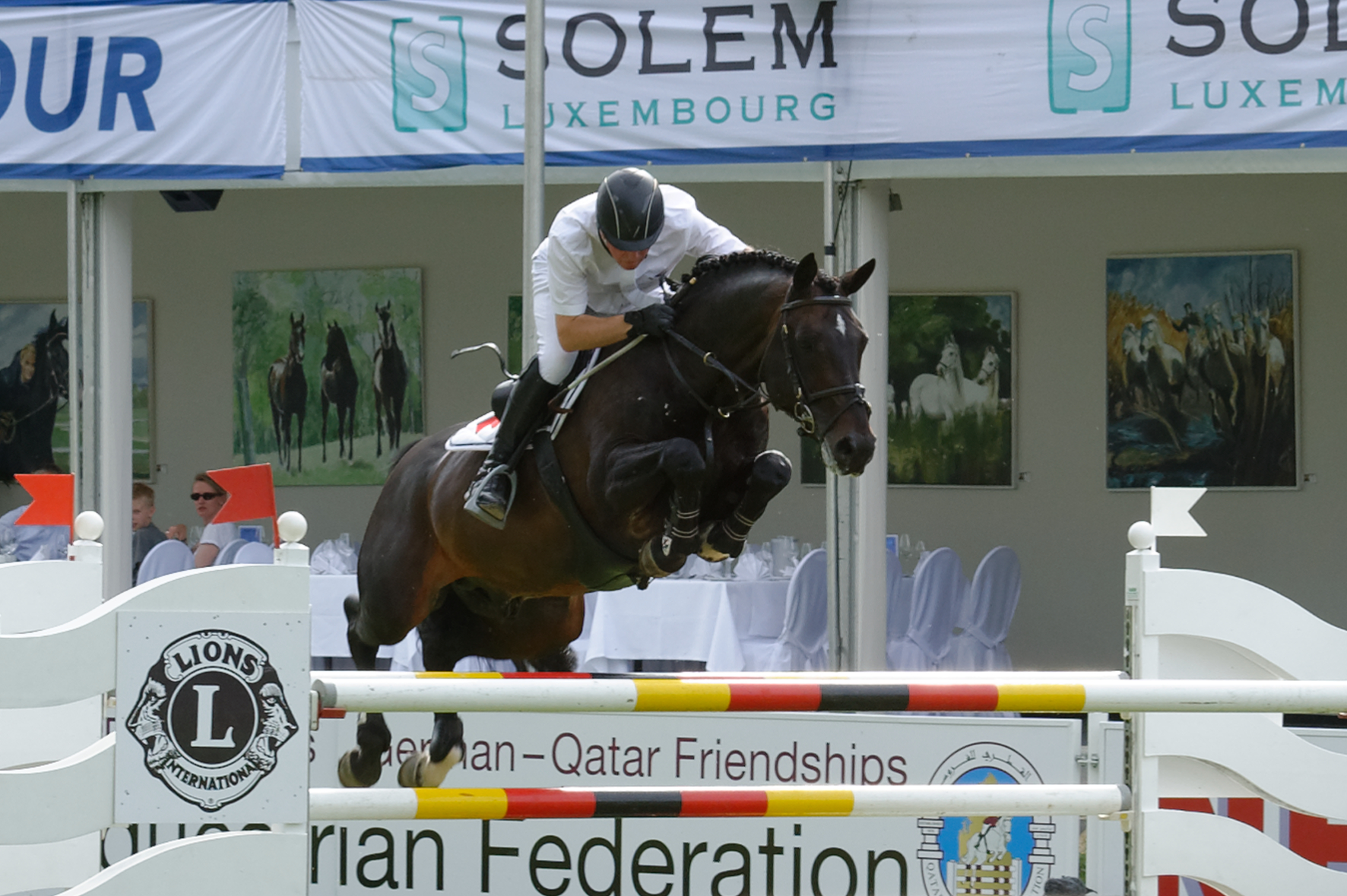
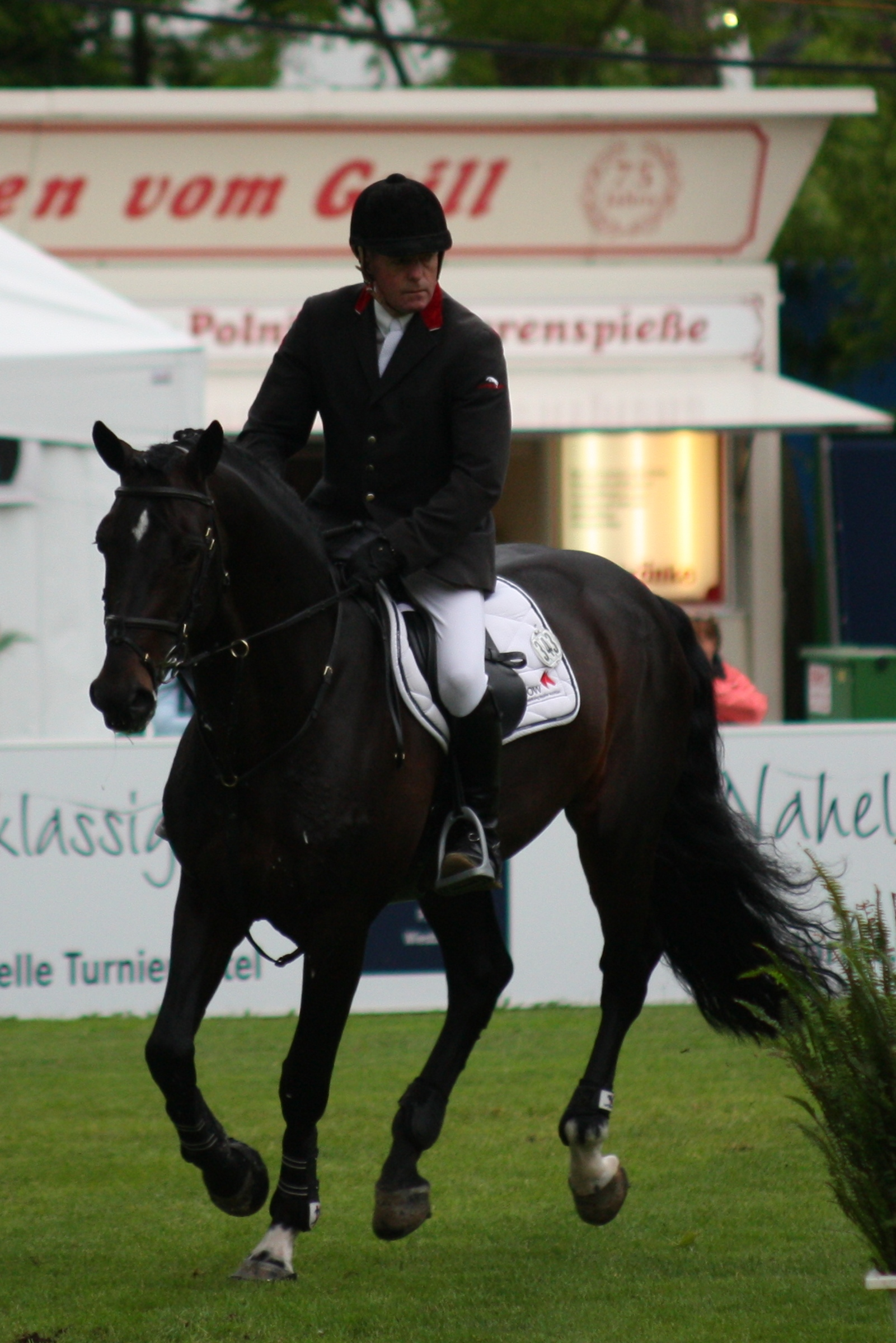